# Bruno Rodolfi
Renato Bruno Rodolfi (provincia de Mendoza, Argentina, 26 de abril de 1915 — 27 de abril de 1998) fue un futbolista argentino. Jugó de mediocampista y su último equipo fue River Plate de la Primera División de Argentina.
Era mediocampista y fue utilizado principalmente en el medio del campo para recuperar la pelota. Su habilidad más desarrollada era la capacidad de marcar a sus oponentes con cuidado.

## Trayectoria
Surgido de las inferiores de Gimnasia y Esgrima de Mendoza donde ganó dos ligas mendocinas las de 1931 y 1933. 

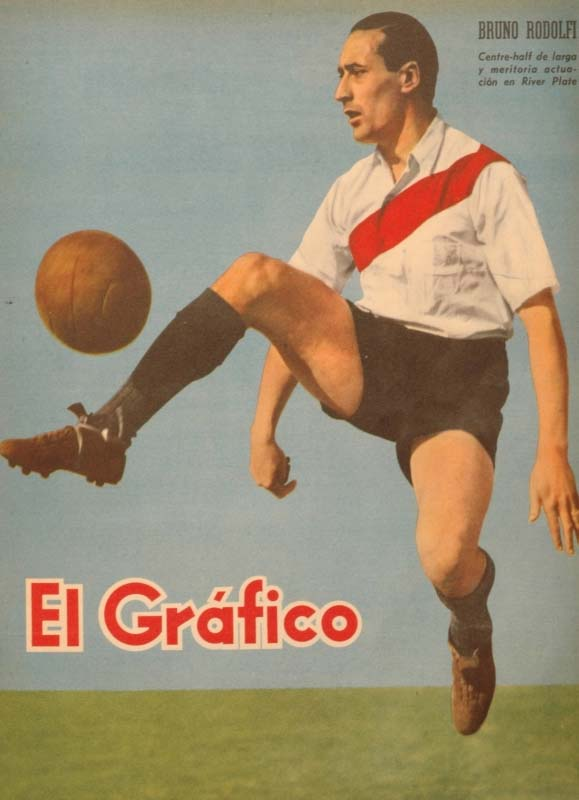
Bruno Rodolfi en la "La Máquina" de River.

 En 1934 es comprado por River Plate por 5000 pesos al equipo mendocino. Bruno debutó ese mismo año en River cuando este último fue cuarto en la liga. Con la llegada de Imre Hirschl, al año siguiente, Rodolfi fue utilizado en el medio del campo junto a José Minella. Entre 1936 y 1942 ganó cuatro torneos nacionales de Argentina, todos como parte fundamental del núcleo que componían "La Máquina". Con el debut de Néstor Rossi a mediados de la década del '40, fue perdiendo la titularidad en el equipo inicial. Después de dos títulos más logrados con River, Rodolfi decide retirarse del fútbol en 1948 después de completar un total de 170 partidos jugados y 5 goles en el club "Millonario".  

### Selección nacional
Jugó en la misma entre 1937 y 1942. Disputó un total de 9 encuentros y convirtió solo 1 gol.[cita requerida]

## Estadísticas

### Clubes
| Club                | País      | Año       | Partidos | Goles |
| ------------------- | --------- | --------- | -------- | ----- |
| Gimnasia de Mendoza | Argentina | 1931-1934 | n/a      | n/a   |
| River Plate         | Argentina | 1934-1944 | n/a      | n/a   |
| Puebla FC           | México    | 1944-1947 | n/a      | n/a   |
| River Plate         | Argentina | 1947-1948 | n/a      | n/a   |

- Nota: En River Plate jugó en total 170 partidos y marcó 5 goles.

## Palmarés

### Títulos regionales
| Título                   | Club                | País      | Año  |
| ------------------------ | ------------------- | --------- | ---- |
| Liga Mendocina de Fútbol | Gimnasia de Mendoza | Argentina | 1931 |
| Liga Mendocina de Fútbol | Gimnasia de Mendoza | Argentina | 1933 |

### Títulos nacionales
| Título           | Club        | País      | Año     |
| ---------------- | ----------- | --------- | ------- |
| Primera División | River Plate | Argentina | 1936    |
| Copa de Oro      | River Plate | Argentina | 1936    |
| Primera División | River Plate | Argentina | 1937    |
| Copa Ibarguren   | River Plate | Argentina | 1937    |
| Primera División | River Plate | Argentina | 1941    |
| Copa Ibarguren   | River Plate | Argentina | 1941    |
| Copa Escobar     | River Plate | Argentina | 1941    |
| Primera División | River Plate | Argentina | 1942    |
| Copa Ibarguren   | River Plate | Argentina | 1942    |
| Copa México      | Puebla FC   | México    | 1944-45 |
| Primera División | River Plate | Argentina | 1947    |

### Títulos internacionales
| Título     | Club        | País    | Año  |
| ---------- | ----------- | ------- | ---- |
| Copa Aldao | River Plate | AFA/AUF | 1936 |
| Copa Aldao | River Plate | AFA/AUF | 1937 |
| Copa Aldao | River Plate | AFA/AUF | 1941 |
| Copa Aldao | River Plate | AFA/AUF | 1947 |